# Ryan Nelsen
Ryan William Nelsen (Christchurch, 1977. október 18. –) új-zélandi labdarúgó, edző.